# Indotyphlops violaceus
Indotyphlops violaceus är en ormart som beskrevs av Taylor 1947. Indotyphlops violaceus ingår i släktet Indotyphlops och familjen maskormar. Inga underarter finns listade i Catalogue of Life.
Artens utbredningsområde är Sri Lanka. Den är endast känd från ett område norr om Trincomalee. Arten lever i låglandet. Ett exemplar hittades i en trädgård som tidigare var strand. Honor lägger ägg.
Landskapsförändringar för turismens behov och sandtäckt hotar beståndet. Populationens storlek är okänd. IUCN listar arten med kunskapsbrist (DD).